# Павло Штепа
Павло́ Ште́па  (нар. 29 серпня (10 вересня) 1897, станиця Новодмитріївська — 2 березня 1980, Канада) — український історик та публіцист, громадський діяч в еміграції .

## Життєпис
Павло Штепа народився 29 серпня (10 вересня) 1897 року на Кубані, у станиці Новодмитрівській (нині Сєверський район, Краснодарський край, РФ) у родині священика.
Середню школу закінчив у Майкопі. 1919 року отримав атестат зрілості помічника інженера з виробництва сільськогосподарської машинерії.
Брав участь у визвольній війні 1917—1920 рр., згодом перебував в еміграції в Чехословаччині; закінчив навчання в Українській Господарській Академії в Подєбрадах й емігрував до Канади в 1927 році. Павло Штепа вийшов зі школи політичного та культурологічного мислення Дмитра Донцова (1883—1973 рр.). Пройшовши бойову школу у підпільних революційно-націоналістичних Українській військовій організації (УВО) та Організації Українських Націоналістів (ОУН) у міжвоєнну добу, Павло Штепа створив свою оригінальну етнологічну і культурологічну концепцію в післявоєнний час.
Переїхавши 1927 року до Канади, він співпрацював із газетою «Новий шлях».
Помер 2 березня 1980 року. Похований на цвинтарі Парк Лан у Торонто.

## Праці
- Штепа П. Бібліоґрафія творів Дмитра Донцова. — Віндзор, 1958. — 23 с.
- Штепа П. Українець і москвин: дві протилежності. — 1959.
  - Штепа П. Українець і москвин: дві протилежності. — 2-е вид. — Дрогобич : Відродження, 2008.
    - Штепа П. Українець і москвин: дві протилежності. — 3-е вид. — Дрогобич : Відродження, 2010.
      - Штепа П. Українець і москвин: дві протилежності. — 4-е вид. — Дрогобич : Відродження, 2014. — 688 с.
- Штепа П. Знадібки до словника чужослів. — Торонто, 1967. — 165 с.
- Штепа П. Московство його походження, зміст, форми й історична тяглість ч. 1. — Торонто, 1968. — 345 с.
- Штепа П. Московство його походження, зміст, форми й історична тяглість ч. 2. — Торонто, 1968. — 362 с.
  - Штепа П. Московство його походження, зміст, форми й історична тяглість. — 1-е вид. — Дрогобич : Відродження, 1996.[3]
    - Штепа П. Московство його походження, зміст, форми й історична тяглість. — 2-е вид. — Дрогобич : Відродження, 1997.[4]
      - Штепа П. Московство його походження, зміст, форми й історична тяглість. — 3-є вид. — Дрогобич : Відродження, 2000.[5]
        - Штепа П. Московство його походження, зміст, форми й історична тяглість. — 4-е вид. — Дрогобич : Відродження, 2003. — 416 с.[6]
          - Штепа П. Московство його походження, зміст, форми й історична тяглість. — 5-е вид. — Дрогобич : Відродження, 2005. — 416 с.[7]
            - Штепа П. Московство його походження, зміст, форми й історична тяглість. — 6-е вид. — Дрогобич : Відродження, 2007. — 416 с.[8]
              - Штепа П. Московство його походження, зміст, форми й історична тяглість. — 7-е вид. — Дрогобич : Відродження, 2008. — 416 с.[9]
              - Штепа П. Московство. Його походження, зміст, форми й історична тяглість. — 8-е вид. — Дрогобич: Відродження, 210. — 416 с.[10]
              - Штепа П. Московство. Його походження, зміст, форми й історична тяглість. — 9-е вид., виправлене. — Дрогобич: Відродження, 212. — 416 с.[11]
                - Штепа П. Московство. — повний автентичний варіант вид. 1968 року. — Київ : ФОП Стебеляк, 2015. — 872 с.
- Штепа П. Мафія. — Торонто, 1971. — 335 с.
  - Штепа П. Мафія і Україна. — Львів : Глобус, 2002. — 409 с. (Підгтовка до друку і права на видання ВФ «Відродження»: Дрогобич).
- Штепа П. Словник чужомовних слів і термінів. — Торонто, 1977. — 452 с.
- Штепа П. Річевий словник, знадібки. — Торонто, 1979. — 524 с.